# 迦南诗选
《迦南诗选》是一本基督教圣诗集。其作者吕小敏为中国河南省南阳市方城县乡村女基督徒，未受过音乐训练，但是在二十多年间，陆续创作《一位耶稣牵动着万国的心》等一千余首诗歌，并传播到中国各地。其曲调受到豫剧及民间小调的影响。